# Louis Jamme

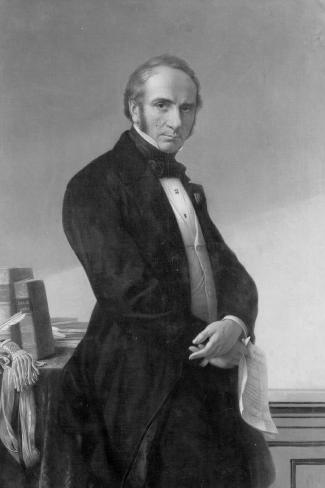
Portret van Louis Jamme

Laurent Jean Louis Jamme (Luik, 15 oktober 1779 – 12 februari 1848) was een Belgisch volksvertegenwoordiger en de eerste burgemeester van Luik na de Belgische Revolutie.

## Levensloop
Jamme was een zoon van Jean Jamme en van Marie Mosin. Hij trouwde met Marguerite Laguesse. Émile Jamme was hun zoon en Léon Gérard hun kleinzoon. Van beroep was hij katoenfabrikant en eigenaar van een tabaksfabriek. Tot aan de revolutie van 1830 leefde hij een discreet leven, volledig buiten de schijnwerpers.
Het regeringsleger hield de Luikse citadel in handen tot 6 oktober 1830, maar moest zich toen overgeven omdat de Luikenaars alle bevoorrading onderschepten. Jamme had de leiding over een compagnie van de Burgerwacht en was invloedrijk in het behouden van kalmte en wettelijkheid. Op 2 november werd hij verkozen tot burgemeester van Luik en 11 november kwam de gemeenteraad voor het eerst bijeen onder zijn voorzitterschap. 
Jamme bleef burgemeester tot in 1838 en nam toen ontslag vanwege een begin van verlamming en van problemen in zijn onderneming. Hij genoot als burgemeester van een groot gezag en populariteit.  Zijn Nederlandse voorganger, Denis de Mélotte d'Envoz, bleef zich, samen met industriëlen als Henri Orban-Rossius en John Cockerill verzetten tegen de Belgische afscheuring. 
Jamme werd unionistisch volksvertegenwoordiger voor het arrondissement Luik, van augustus 1831 tot juni 1832. Later steunde hij de liberale partij.
Burgemeester Jamme stichtte in 1835 de Luikse Kunstacademie. Hij was erevoorzitter van de Kunstacademie, van de Muziekacademie en van de Nijverheidsschool. Hij was ook een verdienstelijk amateurschilder.
In Luik is een straat naar hem genoemd.